# Жорж Коваль
Жорж Абрамович Коваль (англ. George Abramovich Koval, рос. Жорж (Георгий) Абрамович Коваль, нар.25 грудня 1913 — пом.31 січня 2006) — радянський «атомний» шпигун, хімік, університетський викладач в МХТІ. Його розвідницька діяльність та постачання інформації про Мангеттенський проєкт Головному розвідувальному управлінню скоротили час, необхідний Радянському Союзу для створення власної ядерної зброї.
Коваль народився в родині єврейських іммігрантів в американському місті Су-Сіті (штат Айова). Незабаром після досягнення повноліття він разом з батьками переселився до Радянського Союзу на постійне місце проживання. Мешкав в Єврейській автономній області неподалік кордону з Китаєм. Під час даного перебування Коваля завербувало радянське ГРУ, після курсу навчання він отримав кодове ім'я Дельмар (англ. Delmar). У 1940 році повернувся до Сполучених Штатів, а на початку 1943 року його призвали до американської армії.
Коваль працював в атомних науково-дослідних лабораторіях і, за наказом радянського керівництва передавав розвідці СРСР інформацію про виробничі процеси, обсяги полонію, плутонію та урану в американських атомних зарядах та описи місць виробництва зброї. Після Другої світової війни Коваль виїхав у відпустку до Європи, до Сполучених Штатів вже не повернувся. 2007 року президент Росії Володимир Путін посмертно нагородив Коваля «за мужність і героїзм, проявлені при виконанні спеціальних завдань» медаллю Герой Російської Федерації.

## Ранні роки

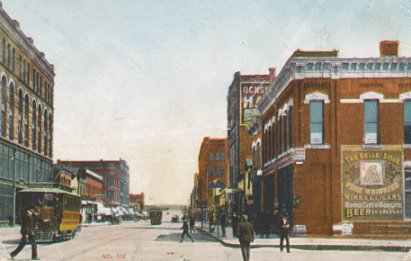
Су-Сіті на початку 1900-их років

Батьки майбутнього радянського шпигуна, Абрам Беркович Коваль (1883—1965) та Етель Ісааківна Шенітська (1885—1952), походять з провінційного білоруського містечка Телехани, яке входило до складу Мінської губернії Російської імперії. У 1910 році Абрам Коваль покинув рідний штетл та емігрував до американського міста Су-Сіті, що в штаті Айова. Роком пізніше Атлантику перетнула і його дружина Етель. Родина оселилась у комфортабельному будинку неподалік від Центральної середньої школи, вікторіанської будівлі з червоної цегли, відомої серед мешканців як «Замок на пагорбі». На рубежі XX століття Су-сіті став значним центром комерції та культури, що приваблював вихідців з Європи та Росії. У місті сформувалась чимала єврейська громада купців та ремісників, котрі перебралися сюди через антисемітську політику російського царизму. У шлюбі народилось троє синів: первісток Ісая (1912), Джордж (або Жорж), який з'явився на Різдво 1913 року і Габріель (1919).
Жорж Коваль, як й інші його брати, здобув середню освіту у Центральній середній школі, за період навчання в якій проявив себе у діяльності команди дебатерів та навіть став секретарем Хрестоматійного Літературного Товариства при освітньому закладі. За словами сусідів, хлопчина вже підлітком підкреслював прихильність до соціалістичних ідей. Він запевнив своїх однокласників, що його сім'я прагне повернутись до Росії, де комуністи будують «утопію» для євреїв. У віці 16 років Коваль молодший став делегатом регіональної конференції Комуністичної партії від місцевої парторганізації. В 1929 Жорж успішно завершив школу, і невдовзі вступив до Університету Айови, де вивчав електротехніку упродовж наступних 2,5 років. У той же час Сполучені Штати охопила Велика депресія, внаслідок якої у 1931 році батько та брат втратили роботу. Коштів для покриття витрат на навчання не вистачало, тому юному Жоржу доводилось час від часу працювати прибиральником, чистити картоплю в ресторанах тощо. Окрім того, Коваль молодший брав активну участь у громадській діяльності союзу безробітних, двічі потрапляв під арешт. Так, у вересні 1931 поліція затримала його за те, що він разом з групою однодумців «захопив» службовий комітет місцевого уповноваженого зі справ малозабезпечених з вимогою знайти житло для двох безпритульних жінок. Після втручання шерифа Жорж провів ніч у поліцейському відділку.
Складне економічне становище спонукало родину Ковалів повернутись до СРСР. Вкрай вагому роль зіграла та обставина, що батько працював секретарем в «Асоціації з єврейської колонізації в Радянському Союзі», відомої на їдиші як ICOR. Дана організація, заснована американськими євреями-комуністами в 1924, займалась фінансуванням колгоспів в Росії та пропагувала розвиток окремої Єврейської автономної області. ICOR вела суперництво з сіоністським рухом, представники якого плекали надії на створення єврейської державності на Близькому Сході. В 1932 році члени сім'ї, подорожуючи під американським родинним паспортом, на пароплаві «Левітан» дістались Владивостока, плануючи возз'єднатися з родичами у Мінську. Втім, радянська влада завадила цьому, тому вибір нового помешкання випав на Біробіджан, невеличке містечко неподалік кордону з Маньчжурією. Члени сімейства приєднались до комуни «Ікор» та стали учасниками колгоспу.
Вибраний для проживання регіон був слабо розвинутим у технологічному плані, тому теслярські вміння Коваля старшого швидко знайшли застосування при будівництві та ремонту будівель, тоді як його сини займались вирубкою дерев та ремонтом техніки. 1936 року журналіст американської комуністичної газети Пол Новик відвідав комуну і взяв у Ковалів інтерв'ю. Як він запевняв своїх читачів, родина «обміняла невизначеність життя дрібних крамарів … на безтурботне існування для себе та своїх дітей». Жорж Коваль трудився на лісозаготівлі, працював шофером та слюсарем, займався ремонтом сільгосптехніки. Досягнувши належного рівня знань російської мови, його у 1934 році прийняли до Московського хіміко-технологічного інституту імені Менделєєва, де особливу увагу зосередив на дослідженні рідких газів. Директор навчального закладу Йосип Пільський характеризував Коваля як «виняткового студента, який багато працював і робив блискучий прогрес у вивченні неорганічних речовин». В університеті майбутній радянський шпигун познайомився, а невдовзі й одружився з однокурсницею Людмилою Олександрівною Івановою, батько якої володів невеликим кондитерським магазином в Москві. Здобувши диплом бакалавра, Жорж Коваль отримав можливість без екзаменів потрапити в аспірантуру. У 1939 він з відзнакою закінчив навчання з присвоєнням кваліфікації інженера-технолога й водночас одержав радянське громадянство. 3 роками раніше його прийняли до складу ВЛКСМ.

## Вербування та шпигунство
Молодим вченим зацікавилося Головне розвідувальне управління СРСР, на що було низка причин. Насамперед, Жорж Коваль був американським громадянином, чудово знав американські реалії й англійську мову, був відданий комуністичній справі. По-друге, він володів науковими і технічними навичками, що були необхідні для виконання розвідницької діяльності у сфері озброєнь. Достеменно невідомо, коли саме Коваль погодився на співпрацю, втім після здобуття наукового ступеня він за наказом ГРУ покинув Москву з метою конспірації. В 1939 році його фіктивно призвали до лав Червоної армії, аби пояснити його раптове зникнення з міста. Хоча батьки Жоржа відмовилися від американського родинного паспорта, Коваль у 1940 році повернувся до Сполучених Штатів, замінивши шпигуна Артура Адамса, відкликаного під час сталінських чисток.
В жовтні 1940 року Жорж Коваль зійшов з радянського танкеру на берег в Сан-Франциско разом із капітаном, його дружиною та маленькою дочкою, котрі подорожували разом з ним. Врешті-решт, він дістався Нью-Йорка. За словами Арнольда Краміша, американського колеги, з яким він відновив контакти та подружився в 2000 році, саме в Нью-Йорку Коваль перебрав на себе повноваження заступника командира місцевого осередку ГРУ. Цей форпост працював під прикриттям Raven Electric Company, постачальника таких відомих американських фірм, як Дженерал Електрік. Коваль запевнив своїх колег, що нібито є уродженцем Нью-Йорка, холостяком та єдиною дитиною в родині. Своєю дружелюбністю та ясним розумом він здобув прихильність багатьох співробітників. Спершу Коваль працював під псевдонімом, збираючи інформацію про отруйні речовини для хімічної зброї, проте згодом його куратори вирішили, що йому слід працювати під справжнім іменем.
В розпал Другої світової війни президент Франклін Делано Рузвельт оголосив призов до армії. Raven Electric Company забезпечила йому відстрочку від служби до лютого 1942 року, мовляв він є «ключовим співробітником» та членом правління. За словами історика Володимира Лота, куратори Коваля прагнули викрасти секретну інформацію про хімічну зброю, і розуміли, що він просто би не зміг зробити це в армії. Коли відстрочка добігла кінця, Коваль вступив до лав збройних сил. Він здобув базову підготовку у Форт-Дікс (Нью-Джерсі), потім його перевели до Цитаделі в Чарльстоні (Південна Кароліна). Там Коваль служив рядовим у 3410-йому підрозділі зі спеціалізованої підготовки та зміни кваліфікації. 11 серпня 1943 року його знову перевели, тепер вже до спеціальної програми військової підготовки (ASTP). Дана група, заснована в грудні 1942 року, була покликана забезпечити талановитих новобранців технічною освітою та необхідною підготовкою. Коваль потрапив до Міського коледжу Нью-Йорка (CCNY), де вивчав електротехніку. Його однокласники по коледжу дивилися на старшого за них Жоржа, як на зразок для наслідування, вважали його незаперечним авторитетом, який ніколи не робив домашнє завдання і привертав увагу дам. Товариші Коваля навіть не здогадувались про здобуту в Радянському Союзі освіту і дружину. Власне і сам Жорж ніколи не обговорював й навіть не згадував політику, соціалізм чи СРСР.

### Атомні секрети
Спеціалізована програма перепідготовки була розпущена на початку 1944 року, коли перебіг війни схилився на користь союзників; багато з однокласників з коледжу перевели в піхоту, а Коваль і десяток інших були відібрані для спеціального інженерного загону. Даний загін був частиною секретного проєкту з розробки і виготовлення ядерної бомби — ініціативи Сполучених Штатів, Канади та Великої Британії, також відомої як Мангеттенський проєкт. Коваля призначили в Ок-Ридж, штат Теннессі; в цей час вчені на проєкті займались дослідженням бомб на основі збагаченого урану та плутонію, де лабораторія в Ок-Ридж відігравала головну роль у розвитку обох напрямів. Проєкту бракувало людських ресурсів, і він звернувся до армії з проханням направити людей з технічною підготовкою.

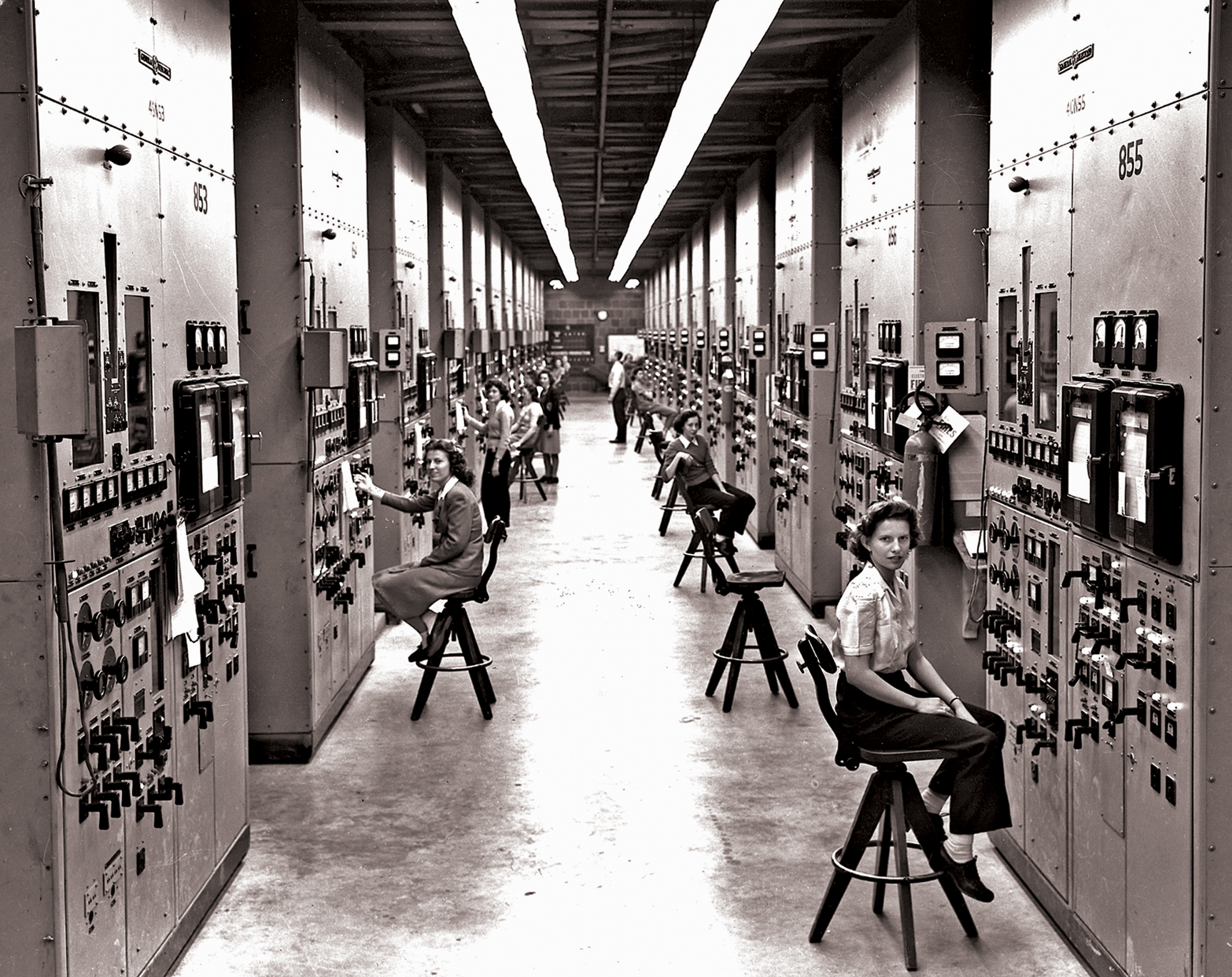
Працівники Ок-Ридж за керуванням мас-спектрометрами. Працюючи санітарним лікарем, Коваль мав власний автомобіль і доступ до багатьох чутливих ділянок об'єкта.

Коваль мав вільний доступ до більшої частини Ок-Риджу; діставши посаду «відповідального за охорону здоров'я фізика», він мав відстежувати рівень радіації по всьому об'єкту. За даними Федерального бюро розслідувань, ця посада дала йому надсекретний допуск. У той час вчені виявили, що отриманий з реактора плутоній надто нестабільний для передбачуваної роботи бомби, і що полонієві ініціатори необхідні для того, щоб відбулись необхідні ланцюгові реакції. Коваль дістав завдання від кураторів спостерігати за полонієвими запасами в Ок-Ридж та передавати інформацію через радянського зв'язкового під кодовим іменем «Клайд» (англ. Clyde). Його інформація потрапляла до Москви через закодовані повідомлення, кур'єрів та радянське посольство. Серед відправлених ним даних було й те, що полоній з Ок-Риджу перевозиться до Лос-Аламоської національної лабораторії. Передана ним інформація допомогла групі Ігоря Курчатова розв'язати проблему нейтронного запалу атомної бомби.
Коваль був переведений з Ок-Риджу до надсекретної лабораторії в Дейтоні, штат Огайо, 27 червня 1945 року, де виготовлялись полонієві ініціатори. Перша у світі атомна бомба була підірвана в Нью-Мексико 16 липня того ж року. Атомні бомби були скинуті на Японію 6 і 9 серпня, що призвело до капітуляції Японії та завершення Другої світової війни. Радянський Союз відповів активізацією зусиль зі створення власної атомної бомби. У той час як за оцінками американського Центрального розвідувального управління Радянський Союз мав створити атомну бомбу не раніше 1950—1953 рр., перша радянська атомна бомба була підірвана 29 серпня 1949 року на полігоні під Семипалатинськом. Ініціатор для плутонієвої бомби, за словами військових чиновників Росії, був виготовлений за «рецептом» військового розвідника «Дельмара» (Коваля). В подальшому, в серійному виробництві атомних бомб нейтронні запали виготовляли з інших матеріалів.

## Подальша доля
Після війни Коваль був звільнений з армії. Він повернувся до Нью-Йорка і відновив навчання у міському коледжі, де він здобув ступінь бакалавра в галузі електротехніки 1 лютого 1948 року. Розповідаючи своїм друзям про плани поїздки до Польщі або Ізраїлю, Коваль отримав паспорт для поїздок на шість місяців до Європи. Відповідно до публікації в «Російській Газеті» (рос. Российская Газета), він міг зважитись на втечу, оскільки агенти американської контррозвідки виявили радянську літературу про його батьків завдяки наводці радянського перебіжчика. Коваль поїхав на море в жовтні, але ніколи не повернувся до країни свого народження. В Радянському Союзі він «демобілізувався» у званні рядового. Іноземне походження та службові записи робили його «дуже підозрілою особою», писав він Крамішу. Діставши відмову на посади в освітніх та дослідницьких закладах, Коваль звернувся до давнього знайомого з ГРУ, який забезпечив йому роботу лаборантом в Менделєєвському інституті. Зрештою, Ковалю вдалось таки дістати посаду викладача. Студенти часто сміялися над його іноземною вимовою технічних термінів.
В той час як інші шпигуни, наприклад Джуліус і Етель Розенберг та Клаус Фукс були спіймані після війни, Коваль залишився нерозсекреченим протягом років. Серед причин, які пояснюють його невикриття, була і та, що тодішня політика стосунків між різними таємними американськими службами не сприяла ефективній перевірці їхніх працівників. Інше пояснення полягає в тому, що уряд США віддавав перевагу науковим досягненням, не переймаючись чистотою особових справ та політичними симпатіями. В 1950-ті роки ФБР досліджувало його діяльність у часи війни і опитало його колишніх колег, після чого у них склалося враження, що він дійсно міг бути шпигуном. Однак, справа залишалась конфіденційною протягом шістдесяти років, оскільки Сполучені Штати боялися негативних наслідків відкриття інформації про діяльність Коваля.
Коваль називав своє життя по завершенню кар'єри шпигуна життям «без ускладнень». Його родина знала, що він працював на ГРУ, але ця тема ніколи не обговорювалася. Він не мав високих нагород після повернення, що дратувало його. Високі нагороди отримали «кар'єристи», як він сказав Крамішу. Тим не менш, він закінчив свій лист словами, що не заперечує проти такого поводження; «[Я вдячний], що я не перебуваю в Гулазі, що цілком могло статись». Коваль помер у своїй московській квартирі 31 січня 2006 року у віці 92 роки.
Відомості про шпигунство Коваля почали з'являтися після виходу в світ 2002 року книжки ГРУ і атомна бомба, яка загадала Коваля за кодовим ім'ям та назвала його одним з небагатьох шпигунів, яким вдалось ухилитись від контррозвідки. 3 листопада 2007 року Президент Росії Володимир Путін посмертно нагородив Георгія Коваля званням Героя Російської Федерації, в присвяченій цій події промові Президент Росії заявив: «пан Коваль, який діяв під псевдонімом Дельмар, здобув інформацію, яка допомогла значно прискорити час, необхідний Радянському Союзу на розробку власної атомної бомби».